# Science Fiction World
Science Fiction World (科幻世界 kē-huàn shìjiè) ist ein monatlich erscheinendes Science-Fiction-Magazin, welches in der Volksrepublik China publiziert wird. Gegründet in Chengdu im Jahre 1979, dominiert es seit den 1990er-Jahren mit einer Auflage von 300.000 (zeitweise waren es sogar 500.000) Exemplaren den chinesischen Markt der SF-Magazine. Diese Zahl macht es zur weltweit auflagenstärksten SF-Zeitschrift. Da gemäß Schätzungen jedes verkaufte Magazin von etwa drei bis fünf Menschen gelesen wird, beträgt die tatsächliche Leserzahl wohl mehr als eine Million. Die hauptsächliche Zielgruppe des Magazins setzt sich aus Gymnasiasten und Studenten zusammen.
Im Jahr 1991 organisierte Science Fiction World ein Meeting der World Science Fiction Society in Chengdu.